# Kulturbund der DDR
Le Kulturbund der DDR (Union culturelle de la RDA) est une organisation culturelle de la République démocratique allemande.

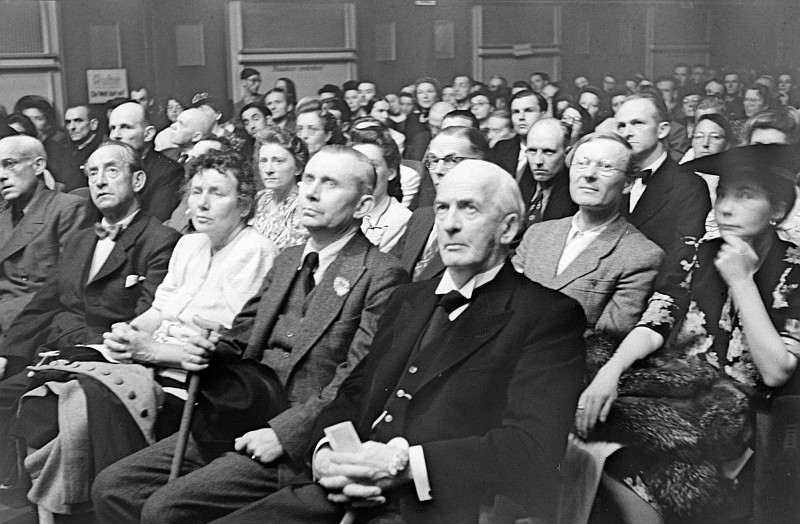
Célébration du 1er anniversaire du Kulturbund en 1946 : au 1er rang Max Pechstein (à gauche) et Arthur Werner (à droite).

## Histoire
Le 8 août 1945, l'écrivain Johannes R. Becher et d'autres intellectuels allemands créent le Kulturbund zur demokratischen Erneuerung Deutschlands (Union culturelle pour le renouveau démocratique de l'Allemagne), sur la base de l'antifascisme et de l'humanisme. L'objectif est d'assurer la « renaissance nationale » et de « regagner la confiance et la considération du monde ».
À partir de 1949, cet organisme regroupe diverses petites associations culturelles. Plus tard, il a pour mission de mettre en place une culture socialiste dans la société. De nombreux écrivains font partie du Kulturbund, tels Willi Bredel, Fritz Erpenbeck, Bernhard Kellermann, Victor Klemperer, Anna Seghers, Bodo Uhse, Ehm Welk, Christa Wolf, Arnold Zweig.
Son premier président est Johannes R. Becher.
Le Kulturbund est rattaché au Front national de la République démocratique allemande et possède un groupe de députés à la Volkskammer, au nombre desquels comptent Arnold Zweig, Manfred von Ardenne, Victor Klemperer, le médecin Theodor Brugsch, le chimiste Erich Correns et le généticien Hans Stubbe.
L'organisation change deux fois de nom durant son histoire : en 1958, elle s'intitule Deutscher Kulturbund, puis devient Kulturbund der DDR de 1974 à 1990, année de sa dissolution.

## Présidents
| Photo | Nom                               | Début du mandat | Fin du mandat |
| ----- | --------------------------------- | --------------- | ------------- |
|       | Johannes R. Becher (1891–1958)    | 1945            | 1958          |
|       | Max Burghardt (1893–1977)         | 1958            | 1977          |
|       | Hans-Joachim Hoffmann (1929-1994) | 1977            | 1977          |
|       | Hans Pischner (1914-2016)         | 1977            | 1989          |

## Résultats

### Élections à la Volkskammer
| Élection | Voix                         | %                            | Sièges   | +/–    |
| -------- | ---------------------------- | ---------------------------- | -------- | ------ |
| 1949     | au sein du Bloc démocratique | au sein du Bloc démocratique | 10 / 330 | –      |
| 1950     | au sein du Front national    | au sein du Front national    | 24 / 400 | 14     |
| 1954     | au sein du Front national    | au sein du Front national    | 18 / 466 | 6      |
| 1958     | au sein du Front national    | au sein du Front national    | 18 / 466 | Stable |
| 1963     | au sein du Front national    | au sein du Front national    | 22 / 434 | 4      |
| 1967     | au sein du Front national    | au sein du Front national    | 22 / 434 | Stable |
| 1971     | au sein du Front national    | au sein du Front national    | 22 / 434 | Stable |
| 1976     | au sein du Front national    | au sein du Front national    | 22 / 434 | Stable |
| 1981     | au sein du Front national    | au sein du Front national    | 22 / 500 | Stable |
| 1986     | au sein du Front national    | au sein du Front national    | 21 / 500 | 1      |